# Love Is a Stranger
Singles de Eurythmics
The Walk
(1982) Sweet Dreams (Are Made of This)
(1983)
Love Is a Stranger est le cinquième single du groupe Eurythmics, sorti en 1982, qui figurera sur l'album Sweet Dreams (Are Made of This) l'année suivante.

## Clip vidéo
Réalisé par Mike Brady, le clip montre Dave Stewart jouant le chauffeur d'Annie Lennox, qui incarne une prostituée de luxe. Au cours de la video, Lennox enlève une perruque blonde et frisée pour montrer ses cheveux roux.

## Accueil
Lors de sa sortie initial le 8 novembre 1982, Love Is a Stranger a rencontré un échec commercial au Royaume-Uni, se hissant qu'à la 54e place des charts, mais à la suite de l'énorme succès international du single Sweet Dreams (Are Made of This), le single est réédité en mars 1983, et va connaître un succès par rapport à sa première édition, puisqu'il parvient à se classer à la sixième place des charts britanniques.

## Classements hebdomadaires
| Classement (1982)              | Meilleure position |
| ------------------------------ | ------------------ |
| Royaume-Uni (UK Singles Chart) | 54                 |

| Classement (1983)                       | Meilleure position |
| --------------------------------------- | ------------------ |
| Allemagne (Media Control AG)            | 12                 |
| Afrique du Sud (South African Charts)   | 2                  |
| Belgique (Wallonie Ultratop 50 Singles) | 6                  |
| Canada (RPM)                            | 15                 |
| Pays-Bas (Nederlandse Top 40)           | 12                 |
| États-Unis (Billboard Hot 100)          | 23                 |
| États-Unis (Dance/Club Play Songs)      | 7                  |
| France (SNEP)                           | 51                 |
| Irlande (IRMA)                          | 4                  |
| Japon (Oricon)                          | 60                 |
| Nouvelle-Zélande (RMNZ)                 | 20                 |
| Royaume-Uni (UK Singles Chart)          | 6                  |